# Lek (zeebodem)

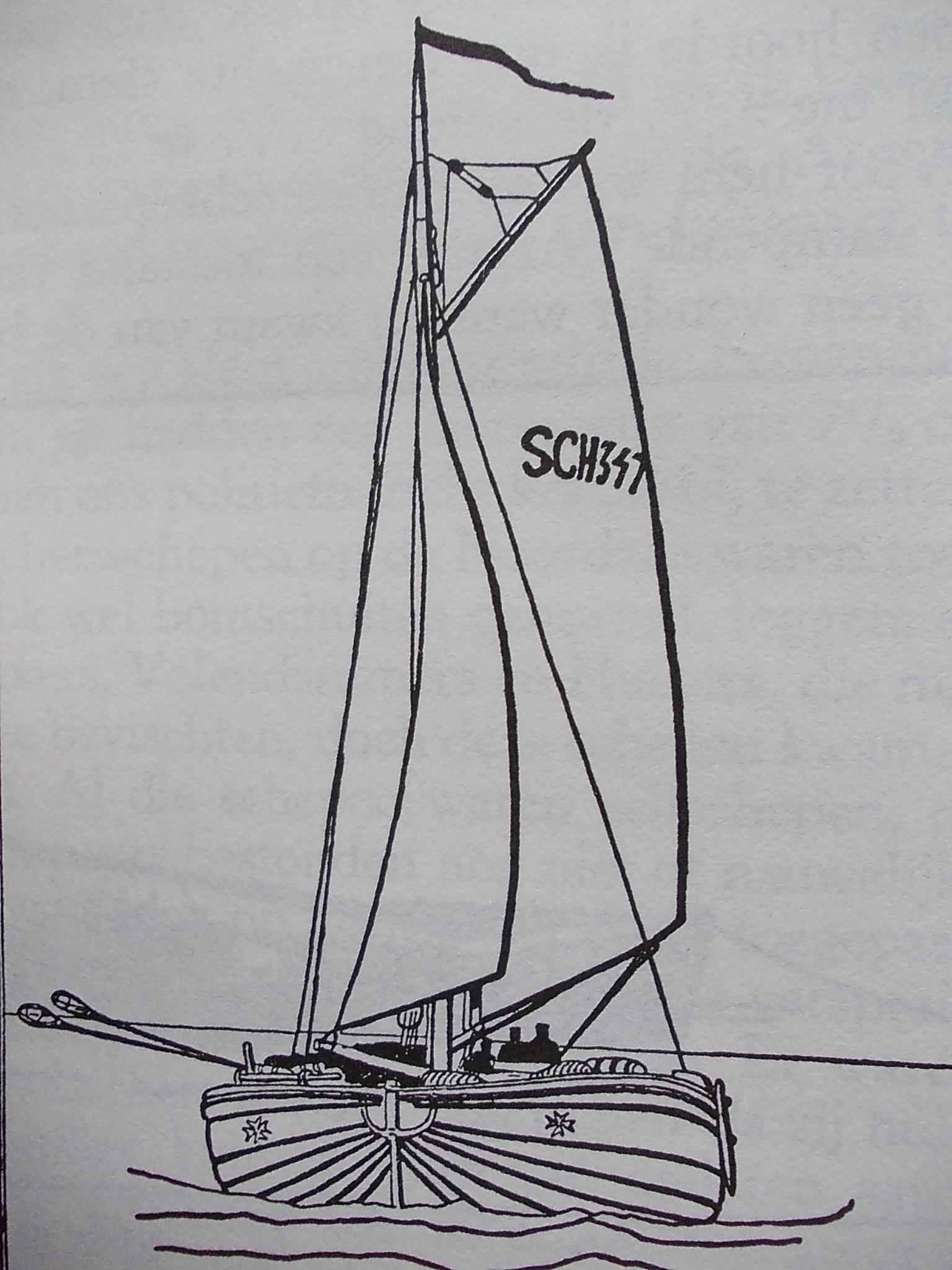
Gestileerde weergave van een voor de wind gaande bomschuit

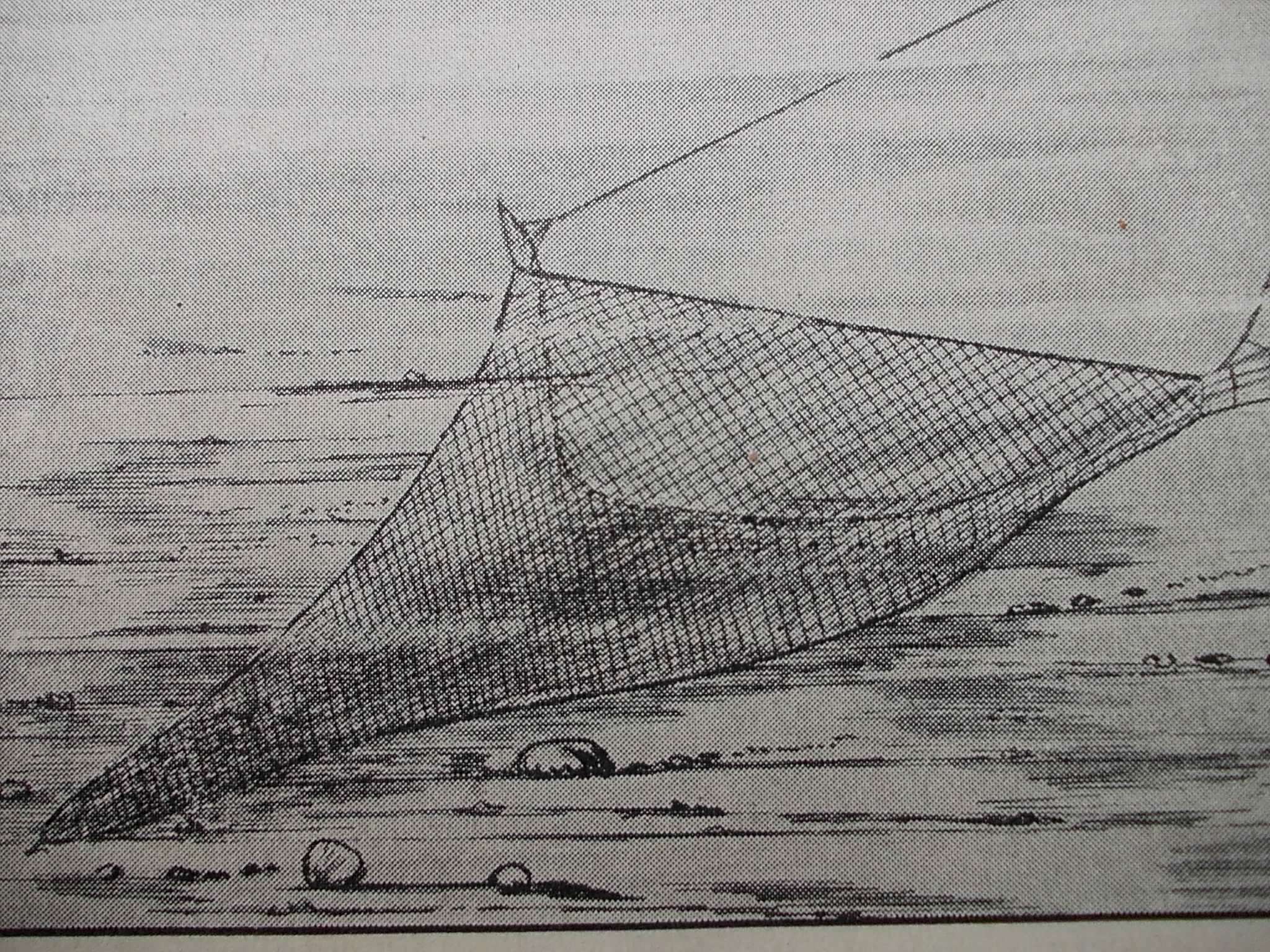
Verbeelding van een schrob- of sleepnet

Een lek is een ongelijkmatige verdieping in een zeebodem, met als opmerkelijk verschijnsel dat daarin in een bepaalde periode veel vissen van eenzelfde soort samenkomen. Het is een inmiddels verouderd begrip, dat in het bijzonder in gebruik was bij de Hollandse kustvisserij, maar dat in het laatst van de 19e eeuw zijn - als lucratief geldende - betekenis verloor. 

## Kustvisserij
Het begrip 'lek' verloor allengs zijn betekenis in samenhang met de teruggang van de eertijds omvangrijke vaderlandse kustvisserijvloot. Deze bestond toen nog goeddeels uit bomschuiten die versneld werden verdrongen door meer geavanceerde scheepstypen. Het Visboeck van Adriaen Coenen is de - ons oudst bekende - bron voor het zogeheten lek, in de toenmalige spelling weergegeven als lec of leck. Daarnaast komt men de benaming tegen in een ouder Katwijks woordenboek.
De vissoort die men in een lek aantrof was voornamelijk de schol. De reeds genoemde Coenen is daarover in zijn naslagwerk over het lek duidelijk. Wanneer hij in dat boekwerk zeer breedvoerig de schol ter sprake brengt, voegt hij daaraan nog toe dat in maart de schollen, komende uit de zee van verre uit haar diepte, hun plaats bijna bij de kust innemen. Op die locatie vonden de vissen blijkbaar een plek waarin ze zich konden verzamelen.

## Goede visplek
Het bovenvermelde blijkt uit mondelinge verslagen van toenmalige kustvissers die soms twee tot drie maanden in zo'n lek konden vissen. Zij vertelden dit aan de viskoper/onderzoeker Coenen. Wanneer nu naar hun zeggen zo'n lek was leeggevist, was dit bij peiling twee vadem dieper geworden.Naar onze tijd vertaald lagen de vissen dus in massa's opeengestapeld in dat desbetreffende lek. Uiteraard gaat het hier niet om een wetenschappelijk gegeven en dient het gerelativeerd te worden. Daarnaast blijft het echter wél een feit dat de veelheid binnen dat lek voor de kustvissers zodanig interessant was dat zij de door hen aangetroffen plek verzwegen voor de andere vissers, voor zover dit te verzwijgen viel.

## Binnenlek, buitenlek
Het verschijnsel lek was niet aan een vaste locatie gebonden. Een lek kon zich jaarlijks onvoorspelbaar ontwikkelen voor Ter Heijde, voor Scheveningen, Katwijk, Noordwijk, Zandvoort of Egmond. Maar blijkbaar kenden de kustvissers bij de omschrijving van een lek ook nog een verdergaand onderscheid. Het betrof dan de aanduiding binnenlek en buitenlek. De beide lekken worden in een hier vermelde bron aangegeven, samen met hun afstand ten opzichte van de kustlijn. Het binnenlek zou dan ten opzichte van de kustlijn 10' tot 15', en het buitenlek 25' zijn. Wanneer een lek verder uit de kust zou liggen zou, zo men dit lek al gelokaliseerd had, toch een visserij op die plaats niet goed doenbaar zijn, dit vanwege de diepte. Voor de duidelijkheid, het betrof hier logge vissersschepen - bomschuiten - die voor deze specifieke (kust)visserij nooit te ver van de kust verwijderd waren. 

## De visserij in de praktijk
De schepen waarom het hier ging, werden uitgerust met een tweetal sleepnetten, zo geheten omdat ze beide achter het vaartuig door de zee werden gesleept. Het was een eenvoudige vorm van wat later trawlvisserij zou gaan heten. De sleepnetten werden al varend in zee uitgezet en dit dan zodanig dat het eerst uitgezette net een grotere afstand tot het schip had dan het tweede net dat nadien in zee werd gezet. De twee netten lagen dan op deze wijze achter het schip min of meer in elkaars verlengde. Bij het aan boord halen werd eerst het meest dichtbij zijnde (het tweede) net binnen gehaald en daarna het meer achterliggende net. Nog ter verdere verduidelijking: het betrof destijds uitsluitend bezeilde vissersvaartuigen.

## Hoe te vissen en manoeuvreren
Dat het - ondanks het aantal vissen die zich in een lek ophoopte - niet eenvoudig was om deze ook te vangen mag blijken uit de zojuist aangegeven indicatie. Want uitsluitend de zeilen konden de voortbeweging van het bewuste vissersvaartuig bewerkstelligen. Dat hield in dat, wanneer bijvoorbeeld de wind uit het westen woei, het vaartuig eerst tegen de wind in naar het westen moest manoeuvreren, wat vanzelfsprekend een langdurige procedure was. Was de verkregen afstand uiteindelijk voldoende ten opzichte van het aangetroffen lek dan zeilde het schip, nu vóór de wind, oostwaarts terug totdat het vaartuig het lek - en hiermee de daar aanwezige hoeveelheid vis - had overvaren. De gehele procedure werd vervolgens al manoeuvrerend herhaald tot de vangst voldoende - of het lek visarm geworden was. De vis werd dagelijks eenmaal, of bij grote vangsten, tweemaal aan het strand aangevoerd.     